# Euphorbia attastoma
Euphorbia attastoma ist eine Pflanzenart aus der Gattung Wolfsmilch (Euphorbia) in der Familie der Wolfsmilchgewächse (Euphorbiaceae).

## Beschreibung
Die sukkulente Euphorbia attastoma bildet Sträucher bis 1,5 Meter Höhe aus. Diese bilden aus der Basis heraus deutlich aufrechte Triebe und verzweigen sich eher wenig. Die sechskantigen Triebe sind 1 bis 2 Zentimeter dick und zuerst rot gefärbt und später graugrün. Die kurzlebigen Blätter werden 3 bis 5 Millimeter lang und sind bronzefarben.

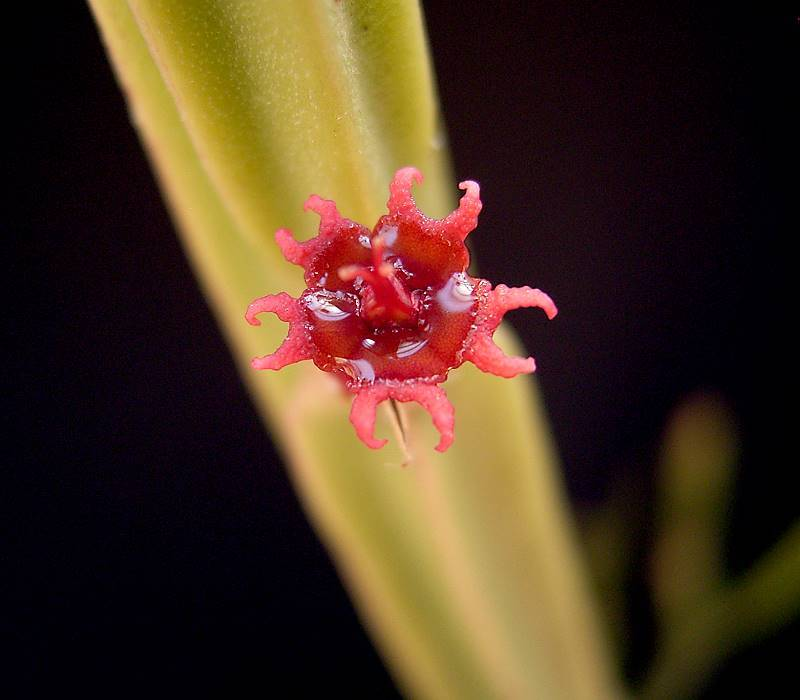
Blütendetail

Der Blütenstand wird durch einfache und nahezu sitzende Cymen gebildet. Die dunkelroten Cyathien werden bis 12 Millimeter groß. Es werden 5 bis 7 Nektardrüsen ausgebildet, an denen jeweils 2 Hörner stehen. Diese sind etwa 2 Millimeter lang und einwärts gebogen. Die stumpf gelappte Frucht ist rot gefärbt und wird bis 4 Millimeter groß. Sie steht an einem herausragenden und zurückgebogenen Stiel. Der eiförmige Samen besitzt ein Anhängsel.

## Verbreitung und Systematik
Euphorbia attastoma ist im Nordosten von Brasilien im Bundesstaat Minas Gerais verbreitet.
Die Erstbeschreibung der Art erfolgte 1989 durch Carlos Toledo Rizzini. Die Art wurde zwar von Euphorbia phosphorea abgetrennt, dies ist aber noch nicht gesichert.
Es werden folgende Varietäten unterschieden:
- Euphorbia attastoma var. attastoma
- Euphorbia attastoma var. xanthochlora Rizzini; im Unterschied zur Stammart sind die jungen Triebe rosa und die Hörner der Nektardrüsen gelb gefärbt